# Torrefizierung
Torrefizierung, auch Torrefikation (von lateinisch torrere ‚rösten, dörren‘) bezeichnet die thermische Behandlung von Biomasse ohne Luftzutritt, was zu einer pyrolytischen Zersetzung und Trocknung führt. Das Verfahren wird bei 250 °C bis 300 °C durchgeführt, einer für die Pyrolyse relativ niedrigen Temperatur. Ziel ist, ähnlich wie bei einer Verkokung, die Erhöhung der massen- und volumenbezogenen Energiedichte und damit des Heizwerts des Rohmaterials, eine Steigerung der Transportwürdigkeit oder eine Reduzierung des Aufwands bei einem nachfolgenden Zermahlen von Biomasse.
Torrefikation kommt außerdem beim Mälzen zum Einsatz. Ziel ist die schonende Modifikation bestimmter Kornbestandteile für ein süßliches und brotartiges Aroma.

## Durchführung und Produkt
In dem rund 15 bis 120 Minuten dauernden Prozess wird Biomasse, meist Holz, zunächst vorgetrocknet und aufgeheizt, dann erfolgt eine teilweise pyrolytische Zersetzung unter Freisetzung von Wasser, Kohlenstoffdioxid, Kohlenstoffmonoxid und organischen Säuren. 
Durch Torrefizierung wird ein stabiler Wassergehalt von nur 3 % erreicht, die Masse wird um rund 30 % verringert, während der Energiegehalt nur um etwa 10 % abnimmt und Rauch erzeugende Stoffe (also Stoffe, die eher unvollständig u. a. zu Ruß verbrennen würden) entfernt werden. Der Heizwert des schwarzen, krümeligen Produkts liegt bei 19,9 bis 22,7 MJ/kg (grünes, wasserhaltiges Holz hat 10,5–17,7 MJ/kg). Die Energie, die durch Erhöhung des Heizwerts „gewonnen“ wird, wird aber zum Verdampfen des enthaltenen Wassers im Prozess benötigt. Das erhaltene Produkt kann leicht zu Pellets gepresst oder weiter zerkleinert werden.
Beim Mälzen von Getreide wird Gerste oder vornehmlich Weizen in Form einer milden Pyrolyse bis zu 260 °C gedörrt, ohne dass β-Glukane gebildet werden. Alternativ spricht man auch von gepoppten oder getoasteten Getreide. Bei diesem speziellen Röstprozess wird das den Samenkern umgebende Nährgewebe, der Endosperm, zur Ausdehnung und zum Platzen gebracht, ohne dass der innenliegende Mehlkörper gekocht wird.

## Einsatz
Das Verfahren kommt zum Einsatz bei biogenen Festbrennstoffen, aber auch als Methode zur Produktion von witterungsresistentem thermisch modifiziertem Holz für Konstruktionszwecke. Die durch Torrefikation gewonnenen Pellets sind auch ein idealer Zusatzbrennstoff für Kraftwerke mit Kohlenstaubfeuerungen oder für Heizkessel, welche die Kondensationsenthalpie (früher auch latente Wärme genannt) der im Abgas enthaltenen kondensierbaren Bestandteile, insbesondere die Kondensationsenthalpie des Wasserdampfs nicht nutzen, die also keine Brennwertkessel sind.
Im Brauwesen sind torrifizierte Spezialmalze unter dem Begriff "Torrified" im Handel. Sie kommen bevorzugt in englischen und amerikanischen Bierstilen zum Einsatz.